# Antoine Walker
Antoine Devon Walker (ur. 12 sierpnia 1976 w Chicago) – amerykański koszykarz ligi NBA, grający na pozycjach silnego skrzydłowego oraz niskiego skrzydłowego.
W 1994 wystąpił w meczu gwiazd amerykańskich szkół średnich - McDonald’s All-American.
Jeden z czołowych zawodników drużyny uniwersyteckiej Kentucky Wildcats, którą w 1996 roku poprowadził do zwycięstwa w rozgrywkach NCAA. Po dwóch latach spędzonych na uniwersytecie, został jednym z zawodników biorących udział w drafcie NBA.
W 1996 roku, został wybrany z numerem 6. przez drużynę Boston Celtics, w której spędził następne 7 sezonów. Dzięki dobremu opanowaniu piłki oraz zdobyciu średnio 20 punktów na mecz, stał się jednym z najważniejszych zawodników Celtów. Po jednym sezonie, do drużyny dołączył Rick Pitino, dawny trener Walkera z uniwersytetu w Kentucky.
W 1998, w wyniku draftu, kontrakt z drużyną podpisał Paul Pierce, z którym Walker stworzył jeden z najlepszych duetów w NBA. To właśnie dzięki nim w 2002 Boston Celtics osiągnęli duży sukces, docierając do finału Konferencji wschodniej.
19 grudnia 2001 ustanowił niechlubny rekord sezonu zasadniczego NBA, nie trafiając ani jednego z 11 rzutów za 3 punkty podczas meczu rozegranego tamtego dnia.
W 2003 Antoine Walker opuścił Celtów dołączając do zespołu Dallas Mavericks. Jednakże, z powodu dużej liczby gwiazd w zespole, koszykarz dużą ilość czasu spędził na ławce rezerwowych. 
W następnym sezonie przeszedł do drużyny Atlanta Hawks, w której spędził tylko połowę sezonu, po czym wrócił do Celtów. Wraz z Garym Paytonem doprowadził swój klub do play-offów. Jednakże zespół został wyeliminowany w pierwszej rundzie przez Indiana Pacers, a kontrakt Walkera nie został odnowiony. 
W 2006 Walker podpisał kontrakt z Miami Heat, z którymi zdobył tytuł mistrza NBA. 24 października 2007 roku, w wyniku wymiany między drużyną z Miami a Minnesota Timberwolves, 31-letni Antoine Walker został wymieniony za Ricky Davisa. Powodem wymiany było zdenerwowanie trenera Pata Riley'a spowodowane 10-kilgramową nadwagą oraz słabą motywacją do gry zawodnika na początku każdego sezonu.
27 czerwca 2008, Walker został przeniesiony do Memphis Grizzlies. Po występach w zaledwie dwóch meczach przedsezonowych i pozostawaniu na liście graczy nieaktywnych przez pierwsze miesiące sezonu, 19 grudnia 2008, Grizzlies wykupili jego kontrakt.
W lutym 2010 podpisał kontrakt z drużyną z ligi portorykańskiej, Guaynabo Mets. 1 kwietnia 2010 Mets rozwiązali z nim kontrakt.
7 grudnia 2010 Walker dołączył do drużyny Idaho Stampede z D-League
Z końcem kwietnia 2012 Walker zakończył profesjonalną karierę.
Jest jednym z ponad 40 zawodników w historii, którzy zdobyli zarówno mistrzostwo NCAA, jak i NBA w trakcie swojej kariery sportowej.

## Osiągnięcia
Na podstawie, o ile nie zaznaczono inaczej.
NCAA
- Mistrz:
  - NCAA (1996)
  - turnieju konferencji Southeastern (SEC – 1995)
  - sezonu regularnego SEC (1995, 1996)
- Uczestnik rozgrywek Elite 8 turnieju NCAA (1995, 1996)
- MVP turnieju SEC (1995)[16]
- Zaliczony do I składu:
  - SEC (1996)
  - turnieju SEC (1995, 1996)

NBA
- Mistrz NBA (2006)
- Uczestnik:
  - meczu gwiazd NBA (1998, 2002, 2003)
  - Rookie Challenge (1997)
  - konkursu rzutów za 3 punkty (2003)
- Zaliczony do I składu debiutantów NBA (1997)[17]
- Lider play-off w liczbie celnych rzutów za 3 punkty (2002, 2006)[18]
- Zawodnik:
  - miesiąca (grudzień 2001)
  - tygodnia (15.12.2002, 19.01.2003)

## Krytyka
W trakcie swojej kariery, Antoine Walker, był często krytykowany za złe decyzje dotyczące rzutów. Wynikały one z faktu, że Walker jest jednym ze zwolenników rzutów za 3 punkty, czego nauczył się od Ricka Pitino i Jima O’Briena opierających atak na udanych rzutach za 3. Antoine Walker znany jest ze swoich częstych rzutów, lecz według statystyk, średnio na mecz rzucał 17 razy, z czego trafiał 7- krotnie ze 41% skutecznością w rzutach za 2 punkty, 32% w rzutach za 3 punkty oraz 63% w rzutach osobistych. 
W sezonach 2000/01 i 2001/02, był zawodnikiem najczęściej rzucającym w NBA za 3 punkty.
W trakcie jednego z meczów, dawna gwiazda Celtów, Danny Ainge mocno skrytykował Antoine Walkera mówiąc, że nie chciałby mieć takiego zawodnika w swojej drużynie. W ten sposób, w 2003, kiedy Ainge został głównym menadżerem Boston Celtics, natychmiast oddał Walkera do Dallas. Jednakże, ponad rok później, sprowadził go z powrotem, aby zapewnił drużynie miejsce w play-offach.
Na początku swojej kariery, rozpoznawany był również dzięki tańcowi zwanemu „The Shimmy”, który polegał na odpowiednim poruszaniu barkami po wykonaniu trudnej akcji.